# Mandopop
Mandopop (cinese semplificato: 华语流行音乐; cinese tradizionale: 華語流行音樂; pinyin: Huá Yǔ Liú Xíng Yīn Yuè) è un'abbreviazione colloquiale che sta a significare "musica popolare cinese". A volte viene anche chiamata Mandapop. Viene inclusa nei sottogeneri della musica popolare cinese, dentro alla categoria maggiore del C-pop. Il mandopop è stata la prima variante di musica popolare cantata in cinese. La vera somiglianza con il pop occidentale è venuta solo più tardi, in anni recenti. Le canzoni definite mandopop sono per lo più cantate in cinese e sono popolari in Cina, Hong Kong, Macao, Taiwan, Singapore, Malaysia ed altre regioni oltreoceano popolate da comunità di immigrati cinesi.
Parlando in modo generale, il centro principale di sviluppo del mandopop è Taiwan, anche se la Cina continentale ha la più grande popolazione di lingua mandarina. Per esempio, Teresa Teng, la regina del mandopop negli anni '80, era di Taiwan. Con la liberalizzazione e la democratizzazione della società taiwanese dopo gli anni '90, un gran numero di artisti di musica folk e pop ha iniziato a godersi una libertà illimitata di creatività e sviluppo. Con la combinazione di prodotti di successo, design moderno, coreografie di danza, produzione di video musicali, e soprattutto la pubblicità dei media, il mandopop si è sviluppato in una enorme industria musicale.
La maggior parte dei più importanti artisti, compositori, scrittori di testi, produttori ed etichette mandopop conosciuti a livello internazionale provengono da Taiwan. La grande variabilità della scena mandopop di Taiwan ha attratto anche artisti di talento provenienti dall'Europa, Stati Uniti d'America, Giappone, Corea, Singapore, Malaysia, Hong Kong e Cina continentale, facendo sì che Taiwan venisse considerata la "Culla del Mandopop". Al giorno d'oggi, l'industria musicale commerciale cinese continua ad essere influenzata dallo sviluppo del mandopop a Taiwan.

## Storia

### Origini
Le origini della musica popolare cinese in generale risalgono all'invenzione occidentale chiamata grammofono, che fu portata a Shanghai attraverso la strada del Tibet da un uomo francese di nome Labansat. La Baak Doi (cinese: 百代; pinyin: bǎi dài) fu la prima compagnia di registrazione a fungere da spina dorsale per l'appena nata industria mandopop.

### 1920: nascita dello shidaiqu
Le canzoni pop mandarine negli anni '20 erano chiamate shidaiqu (時代曲 - che significa "musica del tempo", e quindi musica popolare). Esse sono considerate il prototipo di ogni canzone pop cinese. A quel tempo, Shanghai era il centro e il cuore del mandopop. Li Jinhui è generalmente considerato il "Padre della Musica Popolare Cinese", avendo fondato il genere negli anni '20. Anche Buck Clayton, musicista jazz americano, ha lavorato al fianco di Li. Alcuni puristi della musica, tuttavia, asseriscono che lo Shidaiqu può essere considerato come la forma base di tutte le canzoni pop mandarine solo fino alla transizione verso il cantopop. La Bright Moonlight Song and Dance Troupe, fondata da Li, è anche la prima divisione musicale moderna ad essere integrata nella Lianhua Film Company nel 1931, rendendola così la prima divisione musicale ad entrare nella storia dell'industria cinematografica cinese.

### 1930-1940: l'era delle "Sette Grandi Star del Canto"
Le originali "Sette Grandi Star del Canto" della Repubblica di Cina hanno essenzialmente preparato il terreno per l'industria. Il loro stile individuale era unico, non somigliava a nessun genere di musica cinese fino ad allora esistente. La giovane industria cinematografica cinese ha tratto grandemente profitto dai loro ruoli di attori e cantanti nelle colonne sonore. Zhou Xuan (cinese: 周璇; pinyin: Zhōu Xuán) è generalmente considerata la popstar cinese più importante dell'epoca, grazie al suo successo sia nel canto che nella carriera cinematografica. Alla fine di questa generazione, le cantanti donne erano passate dallo stadio di "ragazze della canzone" a quello di "star". Questa epoca d'oro della musica, tuttavia, era destinata ad avere breve durata, visto che Shanghai entrò presto in guerra durante la Seconda guerra sino-giapponese, ed alla fine nella Seconda guerra mondiale.

### 1950: la divisione
Nel 1949 fu fondata la Repubblica Popolare Cinese dal Partito Comunista Cinese. Uno dei primi atti della politica del governo fu quella di denunciare la musica popolare come pornografia. Nella Cina continentale, il regime comunista iniziò a sopprimere la musica popolare per promuovere le canzoni rivoluzionarie.
A Taiwan, tuttavia, l'espansione del mandopop continuò. Era considerato un genere nuovo dai giovani; divenne presto il genere musicale più ascoltato, da quando il governo Kuomintang scoraggiò l'esistenza del dialetto taiwanese conosciuto come minnan. Come risultato, il pop taiwanese derivato dallo stile giapponese enka fu gradualmente soppiantato dal mandopop.

### 1970-1980: l'ascesa dell'industria
Il mandopop divenne più popolare nella Cina continentale dopo che Deng Xiaoping ha aperto le porte della Cina al mondo esterno. Più giovani in Cina iniziarono ad ascoltare la musica pop.
Nel 1979 Singapore era sotto la Speak Mandarin Campaign. Molti canali televisivi e stazioni radio smisero di mandare in onda canzoni cantopop in favore della promozione del mandopop.
Teresa Teng (cinese semplificato: 邓丽君; cinese tradizionale: 鄧麗君; pinyin: Dèng Lìjūn) fece del mandopop una vera alternativa, mischiandolo insieme al cantopop. Perfino al colmo del periodo della censura, la madrepatria nel 1986 smise di interdire la musica della Teng e proclamò che "Durante il giorno, Deng Xiaoping governa la Cina. Ma di notte, è Teresa Teng che regna".  Le sue canzoni erano considerate "Musica borghese" dagli ufficiali della madrepatria.
Nuovi artisti come Lo Ta-yu (cinese semplificato: 罗大佑; cinese tradizionale: 羅大佑; pinyin: Luó Dàyòu) fecero espandere la scena verso nuovi picchi, e molti accreditano a lui la modernizzazione del mandopop. Una delle canzoni più di successo dell'epoca fu "Tomorrow will be better" (明天會更好) di Lo Ta-yu. La canzone originariamente fu interpretata nel 1985 da 60 artisti. Tale canzone raggiunse la popolarità in tutta l'Asia. In seguito, ne furono fatte cover fino a molti anni a seguire, da diverse generazioni di cantanti. Presto un'altra canzone la seguì, pubblicata nella Cina continentale nel 1986 con il nome di "Let the World be filled with Love" (讓世界充滿愛). All'epoca, canzoni simili erano fortemente influenzate dalla più famosa controparte occidentale We Are the World.

### 1990
Faye Wong (王菲) fu la prima cantante cinese ad essere messa sotto contratto a Budokan, Giappone; per questa ragione, da quel momento venne comunemente chiamata "Diva of Asia".

## Presente

### 2000
Gli anni del 2000 hanno visto nascere un'esplosione di idoli pop, principalmente provenienti da Taiwan. La crescente industria cinematografica della Cina continentale era avida del contributo del mandopop. Il cantante Jay Chou ha fatto crescere la popolarità del rhythm and blues e della musica rap nella scena. Altri cantanti di successo includono David Tao, Jolin Tsai e Leehom Wang. Gli anni più recenti hanno assistito anche alla nascita di boy band e gruppi di ragazze bubblegum pop, sempre provenienti da Taiwan e portatori di successo nella scena musicale cinese; alcuni dei gruppi che hanno avuto più successo commerciale sono le S.H.E e i Fahrenheit. Le competizioni di canto su scala nazionale, del genere di Super Girl contest, hanno altamente incrementato l'influenza del mandopop. Fin dall'inizio del nuovo millennio, le star cantopop hanno iniziato a mischiarsi all'industria mandopop per esercitare più attrattiva sui fan. Tuttavia, è raro che qualche artista mandopop decida di trasferirsi alla parallela industria cantopop, in quanto per un parlante mandarino è più difficoltoso imparare il cantonese. Dopo l'ingresso nell'industria delle S.H.E e dei Fahrenheit, altri gruppi simili hanno raggiunto la popolarità come i Lollipop e le Hey Girl, della Channel V.
Negli anni più recenti, le competizioni "Super Girl and Boy" hanno portato nell'industria dell'intrattenimento il concetto di idolo. Solo nel 2008, sono emerse in totale ben sei boy band, promosse soltanto da abili mosse di danza e dai bei faccini dei componenti; ciò ha generato un'ondata di entusiasmo della popolazione femminile cinese amante degli idoli. È stato anche annunciato che nel 2009 saranno prodotti molti drama nei quali reciteranno degli idoli, incluso il remake cinese del famoso drama giapponese Hana Yori Dango già adattato a Taiwan col titolo Meteor Garden. Mentre alcuni considerano questo fenomeno positivo per la Cina, seguendo il modello dello sviluppo del K-pop coreano, molti altri (in particolare le generazioni più anziane) lamentano il fatto che questi cantanti "post-anni '80" sono una delusione in quanto a vere capacità canore, rispetto ai cantanti più anziani. Tuttavia, sembra subito chiaro che con la nascita della EE Media cinese, l'industria musicale sta già dando segni di un maggiore sviluppo e rinnovamento per il futuro.

## Caratteristiche

### Strumenti e dotazioni
Alcuni dei primi strumenti utilizzati durante la prima epoca mandopop dello shidaiqu includono il guqin ed uno strumento a corde chiamato pipa. Gli arrangiamenti moderni del mandopop sono abbastanza occidentalizzati e coprono diversi stili musicali, tra i quali figurano il rhythm and blues, le ballate, e la musica pop. Qualche musicista pop cinese, tra i quali Jay Chou, Lin Jun Jie e Leehom Wang, hanno sperimentato una fusione degli strumenti tradizionali cinesi con le influenze occidentali.
Artisti influenti come Leehom Wang che usava, insieme agli strumenti tradizionali cinesi, le melodie occidentali dell'hip hop, hanno influenzato tantissimi cantanti asiatici in tutto il mondo.

### Testi
A Taiwan ed Hong Kong si scrive in caratteri cinesi tradizionali, mentre nella Cina continentale si usano i caratteri semplificati. Tuttavia, la lingua mandarina parlata e cantata suona uguale. Lo studioso Larry Schulz Archiviato il 22 dicembre 2008 in Internet Archive. ha esplorato la mescolanza della musica pop americana con le opere di poeti cinesi come Li Bai e Du Fu, per offrire nuove introspezioni nella struttura tonale della poesia classica ed un nuovo approccio alla traduzione.

## Industria

### Star mandopop
Sebbene la Cina abbia la più grande popolazione di lingua mandarina, il vero cuore del genere mandopop si trova a Taiwan. Secondo la tendenza, la maggior parte degli artisti vengono etichettati secondo il luogo dal quale provengono, indifferentemente dalle zone di mercato dove sono più popolari.

### Etichette
Le etiche mandopop sono numerose e comprendono nomi quali Rock Records, HIM International Music. Sono presenti nel mercato anche filiali di major occidentali quali Virgin Records Taiwan. Negli anni recenti, anche etichette della madrepatria quali la EE Media si sono fatte avanti.

### Oltreoceano
Titoli mandopop sono disponibili anche fuori dall'Asia. Le comunità cinesi stabilitesi in Nord America hanno fatto sì che la musica mandopop fosse accessibile anche attraverso il business locale. La musica mandopop è facilmente reperibile negli Stati Uniti e in Canada nelle grandi aree urbane, comprendenti San Francisco, Los Angeles, San Diego, New York, Seattle, Houston, Dallas, Vancouver e Toronto.

## Stazioni radio mandopop
| Stazione                        | Luogo               | Frequenze e piattaforme                                      |
| ------------------------------- | ------------------- | ------------------------------------------------------------ |
| All Chinese Hits Internet Radio | Silicon Valley, USA | Internet radio station: live365.com/stations/bluemonty       |
| Kiss Radio Taiwan               | Taiwan              | 99.9 FM, 99.7 FM, 97.1 FM, 98.3 FM e Internet live streaming |
| Hit Fm                          |                     | 90.1 FM, 91.5 FM, 101.7 FM e Internet live streaming         |
| Beijing Radio Stations          | Pechino             | 97.4 FM e Internet live streaming                            |
| Shenzhen Radio Station          | Shenzhen            | 97.1 FM e Internet live streaming                            |
| Shanghai Media Group            | Shanghai            | 101.7 FM e Internet live streaming                           |
| KAZN                            | Los Angeles         | Qualche volta                                                |
| Y.E.S. 933 FM                   | Singapore           | 93.3 FM e Internet live streaming                            |
| 883 JIA FM                      | Singapore           | 88.3 FM e Internet live streaming                            |
| MY FM                           | Malaysia            | Le frequenze dipendono molto da dove ci si trova             |
| Yekaroo                         |                     | Internet live streaming                                      |
| afRadio                         |                     |                                                              |
| MandarinRadio.com               |                     | Internet live streaming (disponibile anche su iTunes Radio)  |

## Correlati
- Musica cinese
- J-pop